# Oikopleura caudaornata
Oikopleura caudaornata är en ryggsträngsdjursart som först beskrevs av Fenaux och Youngbluth 1991.  Oikopleura caudaornata ingår i släktet Oikopleura och familjen lysgroddar. Inga underarter finns listade i Catalogue of Life.